# 江建俊
江建俊（1949年—），彰化人。成大中文系學士，政大中文所碩士，中國文化大學中文所博士，博士論文為《魏晉玄理與玄風研究》（臺北：花木蘭出版社，2012年9月）。指導教授為黃錦鋐教授。
曾任國立成功大學中文系系主任，並主辦六屆魏晉文學與思想研討會，創刊《六朝學刊》。
曾為中研院文哲所訪問學人。
在任時
現已退休，為國立成功大學中文系名譽教授。

## 學術專著

### 個人著作
- 《建安七子學述》（臺北：文史哲出版社，1982年）。
- 《漢末人倫鑒識之總理則：劉卲人物志研究》（臺北：文史哲出版社，1983年）。
- 《新編劉子新論》（臺北：臺灣古籍，2001年）。
- 《于有非有，于無非無：魏晉思想文化綜論》（臺北：新文豐出版社，2009年）。
- 《魏晉玄理與玄風研究》（全兩冊）（臺北：花木蘭出版社，2012年9月）。
- 《魏晉「神超形越」的文化底蘊》（臺北：新文豐出版社，2013年）。
- 《魏晉玄學辭典》（臺北：新文豐出版社，2023年）。

### 主編
- 《竹林名士的智慧與詩情》（臺北：里仁書局，2008年）。
- 《竹林學的形成與域外流播》（臺北：里仁書局，2010年）。
- 《竹林風致之反思與視域拓延》（臺北：里仁書局，2011年）。

### 文藝創作
- 《人生何依》（臺北：渤海堂文化事業有限公司，2016年）。
- 《空華》（臺北：渤海堂文化事業有限公司，2016年）。

## 學術專業
- 竹林七賢
- 魏晉玄學
- 世說新語
- 魏晉思想與文學